# McLaren M6A
La McLaren M6A è una vettura da competizione realizzata dal pilota Bruce McLaren e dalla sua azienda Bruce McLaren Motor Racing per competere nel Campionato CanAm del 1967, in sostituzione della precedente M1B del 1966, che gli permise di vincere il primo dei tanti titoli Can-Am grazie alla migliore progettazione della vettura e al motore Chevrolet.
Per la stagione 1968 della Can-Am la McLaren mise in pista la nuova M8A, pertanto fu sviluppata con la collaborazione del team Trojan la M6B, di cui furono realizzati 26 esemplari venduti a piloti privati interessati a competere nella Can-Am e in altri campionati.
La M6 fu utilizzata in seguito per lo sviluppo di una vettura sport che avrebbe dovuto competere nella 24 Ore di Le Mans e conosciuta col nome di M6GT. I piani della McLaren prevedevano l'omologazione della vettura nel Gruppo 4, che prevedeva una produzione minima di 50 esemplari (ridotti a 25 a partire dalla stagione 1969), ma l'omologazione non fu mai ottenuta a causa del esiguissimo numero di esemplari realizzati, due dei quali omologati per l'uso stradale e di cui uno impiegato dallo stesso Bruce McLaren come auto personale.

## Sviluppo
Nei primi mesi del 1967 Bruce McLaren mise assieme una squadra di progettisti per sviluppare la M6A durante il periodo precedente l'inizio del campionato: oltre allo stesso McLaren ne facevano parte Robin Herd, Gordon Coppuck, Tyler Alexander e Don Beresford, tutti impegnati sia sul fronte del telaio che della carrozzeria. La vettura è stata la prima monoscocca realizzata dalla McLaren, mentre la carrozzeria era conformata per aumentare la deportanza necessaria per i circuiti su cui si disputava la Can-Am. I progettisti si occuparono anche dello sviluppo del motore, realizzando anche il sistema di alimentazione a iniezione per il loro Chevrolet V8. Vi fu anche il cambio di fornitore di pneumatici: il team passò dalla Firestone alla Goodyear, in cambio di un programma di collaudo e sviluppo.
Il primo esemplare di M6A fu completato nella primavera del 1967 e collaudato sul vicino circuito di Goodwood: la squadra McLaren si preparò all'impegno in campionato completando più di tremila chilometri di collaudo su questa pista, affinando la vettura e acquisendo dati sul comportamento dinamico delle nuove coperture fornite dalla Goodyear. Non appena furono assemblati il secondo e il terzo esemplare, la squadra spedì le vetture in Nordamerica per prepararsi alla gara di debutto a Elkhart Lake e il tocco finale alle vetture fu la nuova livrea di una particolare tonalità di arancio, il McLaren Orange, che da allora in poi avrebbe caratterizzato le vetture del team di Bruce McLaren.
Dopo averle sostituite con le M8A, la McLaren affidò l'incarico alla Trojan della realizzazione di repliche delle M6A (di cui erano state costruite solo le tre vetture ufficiali) da porre in vendita: tali vetture, denominate M6B, erano praticamente identiche alle M6A, ma venivano vendute prive del motore e alcune di esse vennero dotate di carrozzeria chiusa.

## Tecnica
La M6A è una vettura concepita all'insegna dell'estrema semplicità e il suo telaio monoscocca in fogli di alluminio rivettato a paratie d'acciaio era formato principalmente da elementi a sezione quadra, mentre la carrozzeria (realizzata dalla ditta Specialised Mouldings) era di resina di poliestere rinforzata. Per quanto riguarda le sospensioni, esse prevedevano bracci oscillanti diseguali e gruppi molla-ammortizzatore su entrambi gli assi, accoppiati a barre antirollio, mentre il circuito frenante era sdoppiato e si avvaleva di quattro dischi ventilati da 12" prodotti dalla Girling e le ruote in fusione di magnesio da 15"x8½" davanti e 15"x13¼" dietro erano prodotte dalla stessa McLaren. Il motore è un V8 Chevrolet da 5,9 litri dotato di iniezione Lucas, accoppiato a un cambio a 5 rapporti Hewland LG transaxle e alimentato da due serbatoi da 25 galloni alloggiati nelle fiancate. Tanta era la coppia del motore e la sua corposa erogazione che si dovettero adottare i più larghi pneumatici da competizione disponibili sul mercato, prodotti dalla Goodyear, che erano di 2 pollici più larghi di quelli già adottati sulla precedente McLaren M1B.
Il peso a secco era di poco meno di 600 kg, con una ripartizione dei pesi del 40% sull'asse anteriore e del 60% su quello posteriore.

## Carriera agonistica
La stagione 1967 della Can-Am iniziò a settembre a Road America, dove Bruce McLaren qualificò in pole position la sua M6A registrando il nuovo record del tracciato, ma fu costretto al ritiro in gara per una perdita d'olio, mentre il suo compagno di squadra Denny Hulme passò subito al comando della gara e ottenne la prima vittoria per questa vettura. Le due gare successive videro entrambe Hulme e McLaren (nell'ordine) staccare la concorrenza e involarsi verso la doppietta. Ruoli invertiti per la quarta e la quinta gara, con vittorie di McLaren che gli permisero di portarsi in testa alla classifica sfruttando i problemi meccanici di Hulme. I due si sarebbero giocati il titolo nell'ultima gara, ma noie ai loro motori portarono entrambi al ritiro e consegnarono a Bruce McLaren il titolo e a Hulme il secondo posto a soli tre punti di distacco.
Quando la Bruce McLaren Motor Racing cominciò a sviluppare la M8A, le M6B cominciarono ad essere consegnate alle scuderie clienti per la stagione 1968 e tra di esse vi fu quella del Team Penske, che ne acquistò una per Mark Donohue, campione in carica dello "United States Road Racing Championship" (USRRC) e vi installò un motore V8 Chevrolet da 7 litri elaborato dallo specialista "Traco". Donohue vinse diverse gare dell'USRRC durante la stagione, riconfermandosi campione, e riuscì persino a vincere una gara della Can-Am, battendo le nuove McLaren M8A costrette al ritiro. In seguito alla cancellazione dell'USRRC alla fine della stagione 1968, le M6A e le M6B furono ancora usate fino ai primi anni settanta, ma senza ulteriori successi, soffrendo la concorrenza di vetture di concezione successiva.

## La M6GT
Bruce McLaren accarezzava il sogno di produrre una vettura sportiva per potersi battere direttamente con Porsche, Ferrari e Alfa Romeo a Le Mans e per molti anni questo progetto rimase nella mente del pilota Neozelandese, finché nel 1968 sulla stampa specializzata si cominciò a sentir parlare dell'interesse della McLaren per l'omologazione di una versione coupé della barchetta McLaren-Elva da contrapporre alla Lola T70 nel nuovo Gruppo 4, tramutatosi poi nell'idea di allestire per la stagione 1969 una variante coupé della M6B adattata alle gare di durata.
Il nuovo requisito di 50 esemplari identici (completi di motore) per l'omologazione nel nuovo raggruppamento delle vetture sport denominato Gruppo 5 pose però maggiori problemi per l'omologazione e, nonostante allo scopo fossero state realizzate dalla Specialized Mouldings cinquanta carrozzerie coupé da far assemblare alla Trojan sui telai delle M6B, il progetto fu riconvertito nella realizzazione di una vettura stradale dalle prestazioni eccezionali, il cui primo esemplare fu allestito nell'inverno tra il 1969 e il 1970.
Un altro fattore che sconsigliò il neozelandese dal proseguire la strada agonistica per questa sua creatura fu l'abbassamento per la stagione 1969 del requisito minimo di produzione per il Gruppo 4 a 25 esemplari, che la metteva in diretta concorrenza con vetture come la Porsche 917, lasciando alla vettura inglese poche speranze di vittoria.
(Gordon Coppuck, Chief Designer della McLaren alla fine degli anni '60)
McLaren e Coppuck cominciarono a lavorare alla trasformazione di quella che era ancora in sostanza una vettura da corsa "targata" in quella che sarebbe stata una vera auto "stradale", ma il tragico incidente del 2 giugno 1970 occorso al pilota mentre collaudava sul circuito di Goodwood una M8D per le gare Can-Am pose la parola fine a questo progetto.
Della M6GT furono realizzati solo due esemplari originali, quello personale di Bruce McLaren (targato "OBH 500H" ed esposto per lungo tempo presso l'Auckland Transport Museum) e un altro realizzato dalla Trojan per il pilota David Prophet, che lo portò in gara in più occasioni nel 1969, mentre molte repliche sono state realizzate negli anni settanta usando le carrozzerie coupé originariamente prodotte dalla Specialized Mouldings e montate su M6B e M12 da competizione.